# Phare de Point Betsie

Le phare de Point Betsie (en anglais : Point Betsie Light), est un phare du lac Michigan, situé à l'entrée sud du Manitou Passage (en) au nord du port de Frankfort, dans le Comté de Benzie, Michigan.
Ce phare est inscrit au Registre national des lieux historiques depuis le 19 juillet 1984 sous le n° 84001375 et au Michigan State Historic Preservation Office.

## Historique
La construction du phare a commencé en 1854, mais elle n'a été achevée qu'en 1858 et a commencé à fonctionner pendant la saison de navigation de 1859.
La lumière était à l'origine équipée d'une lentille de Fresnel du quatrième ordre, qui a été mise à niveau vers un troisième ordre en 1880. Cette dernière était visible sur 23,9 milles marins (environ 44,3 kilomètres), en raison de l'emplacement élevé de la tour et de l'efficacité de la conception de l'objectif. La lentille de Fresnel a été retirée en 1996 et a été stockée pendant des années au Sleeping Bear Dunes National Lakeshore. Il a depuis été retourné au site d'origine et se trouve, non opérationnel, à l'intérieur du phare où les visiteurs peuvent la voir.
La tour se trouve sur une dune et elle est attachée à la maison des gardiens du phare, qui a été mise à niveau avec conception à la mansarde. Ce fut l'une des premières stations de sauvetage et a été gérée sous les auspices de l'United States Life-Saving Service. Avant d'être automatisé en 1983, les gardiens ont fait fonctionner la lumière pendant 106 ans. Ce fut le dernier phare habité sur le lac Michigan et le dernier phare du Michigan à perdre son gardien. La lumière est maintenant équipé d'un système Vega VRB-25 (en). Ce système serait visible sur une plage de 13 à 19 milles marins (24 à 35 kilomètres), selon l'ampoule utilisée.
En plus du phare, le site comprend actuellement un bâtiment de signalisation de brouillard et un bâtiment à carburant. La plupart des vestiges de l'ancien site de la station de sauvetage ont disparu, y compris le hangar à bateaux d'origine. Certaines des anciennes unités de logement ont été converties au fil des ans en chalets privés et se trouvent toujours parmi les dunes à proximité. Les plus remarquables d'entre elles sont l'ancienne grange à chevaux qui est intégrée dans un chalet saisonnier au nord du site, et le dortoir de sauvetage du personnel des années 1920 au sud. Un bâtiment nouvellement construit abritant une boutique de cadeaux, des toilettes publiques et un espace pour exposer les artefacts a ouvert ses portes en 2014.
La lumière est située à Point Betsie, au Michigan, qui fait à son tour partie d'un écosystème terrestre marin reconnu, dominé par une dune côtière avec une flore et une faune uniques.

### Statut actuel
La station a été transférée au comté de Benzie en vertu de la National Historic Lighthouse Preservation Act (en) en 2004 et, le bénévolat fourni par les Friends of Point Betsie Lighthouse , a permis d'importants travaux de restauration et de rénovation. Par exemple, le phare a été repeint dans sa palette de couleurs d'origine, qui n'a pas été vue depuis les années 40. Le site est ouvert aux visites saisonnières. Point Betsie serait l'un des phares les plus photographiés d'Amérique et l'attraction la plus visitée du comté de Benzie.

## Description
Le phare  est une tour cylindrique en brique, avec galerie et lanterne octogonale, attachée au pignon d'une maison de 2 étages, de 11 m de haut. La tour est peinte en blanc et la lanterne est noire.
Son feu isophase émet, à une hauteur focale de 16 m, un flash blanc d'une seconde par période de 10 secondes. Sa portée est de 16 milles nautiques (environ 30 km) (en moyenne).

## Caractéristiques dufeu maritime
Fréquence : 10 secondes (W)
- Lumière : 1 seconde
- Obscurité : 9 secondes

Identifiant : ARLHS : USA-616 ; USCG :  7-18370.

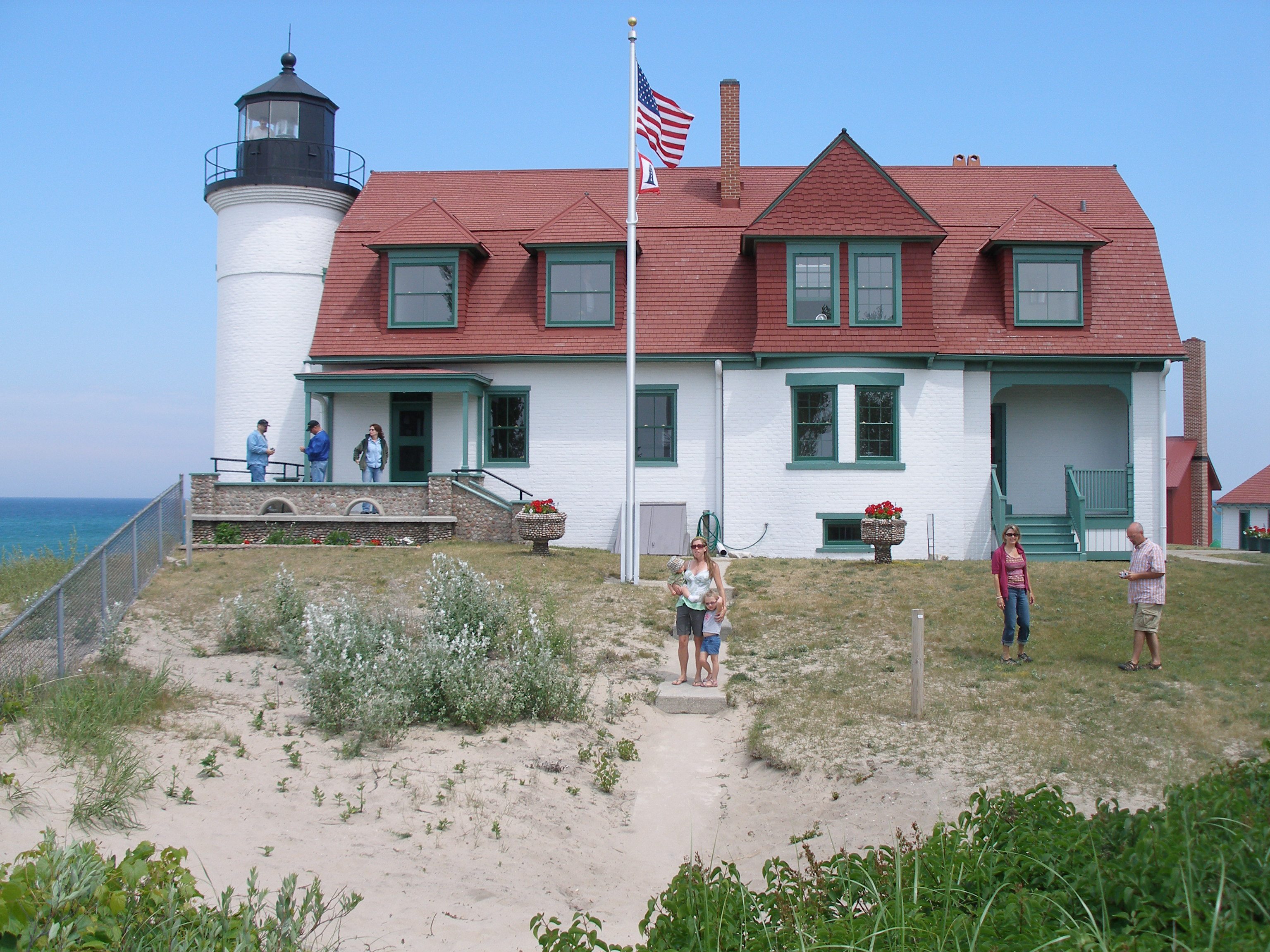
Le phare
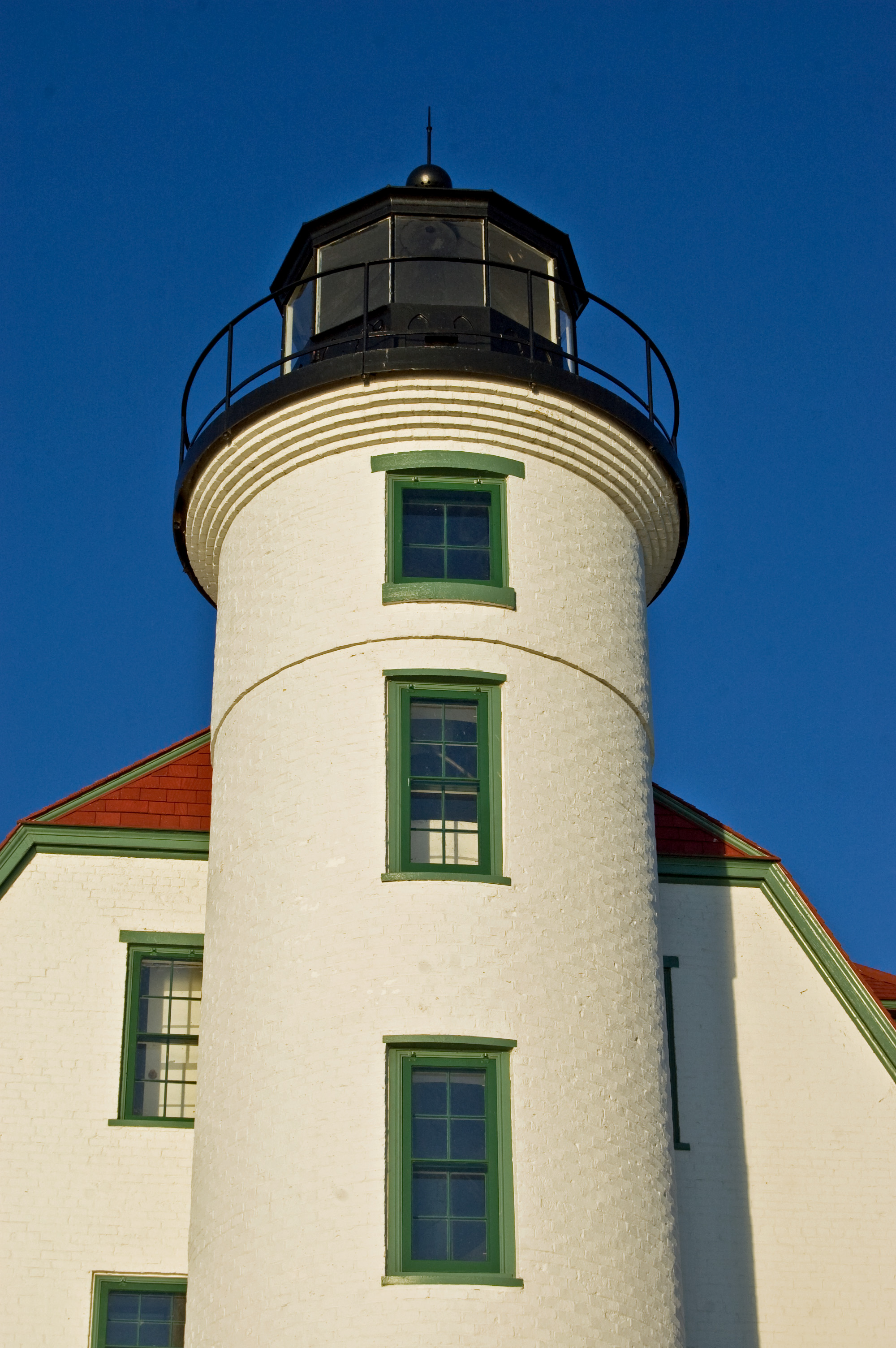
La tour
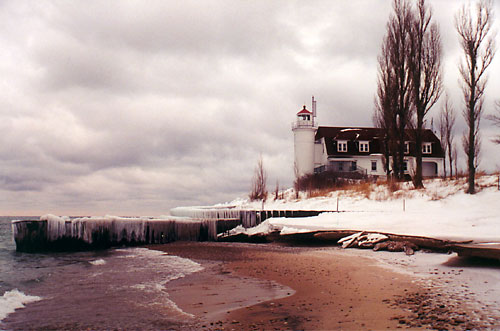
Point Betsie

### Lien connexe
- Liste des phares au Michigan